# Garcette
Ne doit pas être confondu avec Gardette.

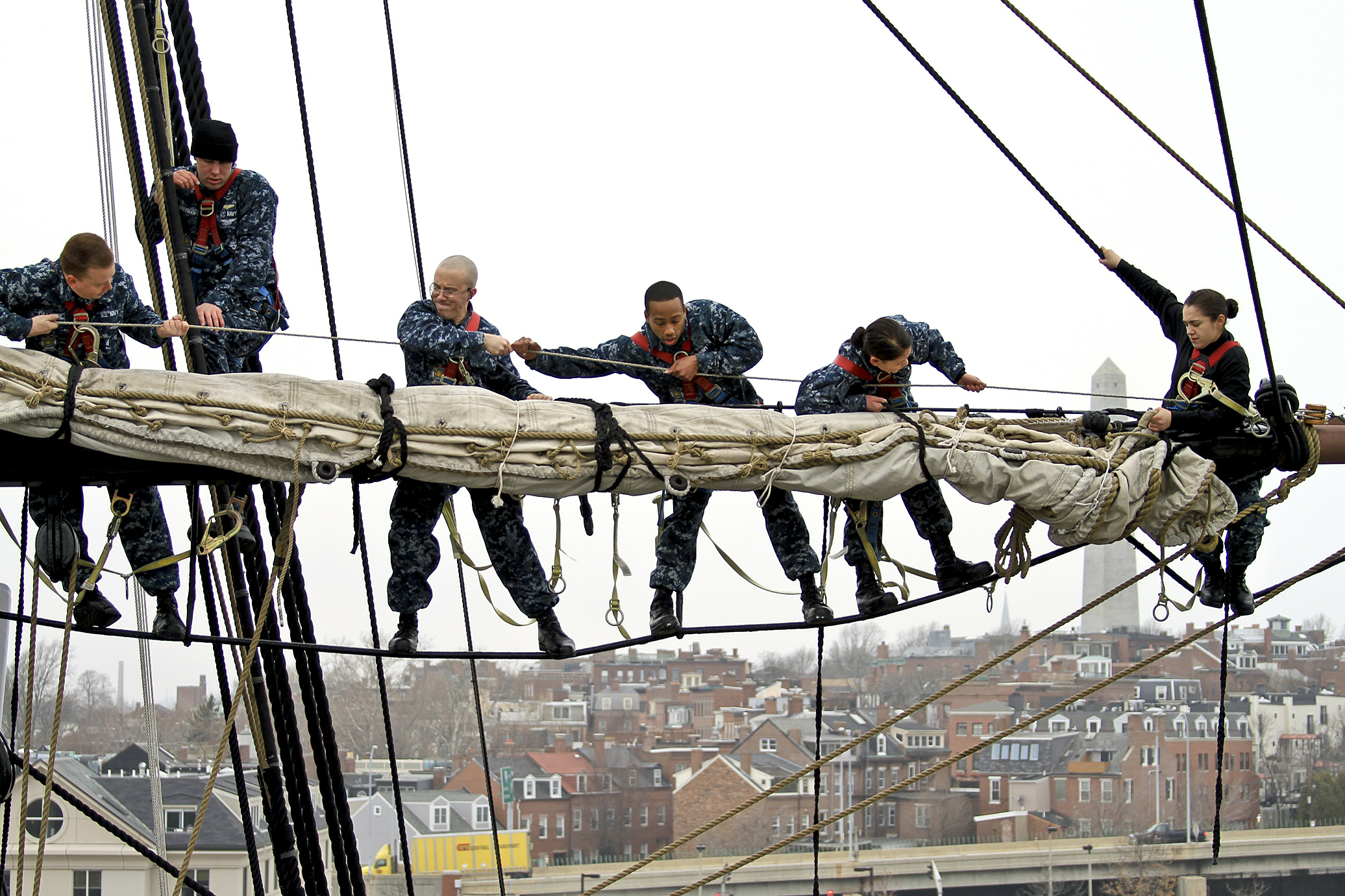
Nettoyage des voiles sur la "Constitution". Cordes noires - cordes d'enroulement saisonnières

Une garcette est un petit cordage court, généralement récupéré par l'équipage sur un cordage plus grand et usé, et qui sert le plus souvent à l'amarrage d'un équipement du bateau (seau, casier, voile, etc.).
Dans les temps anciens, une punition de l'équipage était de recevoir des coups de garcette, c’est-à-dire d'être fouetté avec la garcette.